# Myrmoecia
Myrmoecia (лат.) — род мирмекофильных стафилинид из подсемейства Aleocharinae. Северная Америка. 2 вида.
Мелкие коротконадкрылые жуки. Абдоминальные тергиты 4-5-й с заметными срединными туберкулами, а внутренняя поверхность покрыта трихомами. Затылочный шов неполный. Пронотум не килевидный и без швов.
Число члеников лапок на передней, средней и задней парах ног соответственно равно 4-5-5 (формула лапок). Ассоциированы с муравьями вида Tapinoma sessile из подсемейства Dolichoderinae.
Род был впервые выделен в 1874 году энтомологами Этьеном Мюльсаном (Étienne Mulsant; 1797—1880) и Рэем (Mulsant and Rey, 1874).

## Классификация
- Myrmoecia canadensis Maruyama & Klimaszewski, 2006
- Myrmoecia confragosa (Hochhuth, 1849)
- Myrmoecia lauta (Casey, 1893)
- Myrmoecia lugubris (Casey, 1893)
- Myrmoecia physogaster (Fairmaire, 1860)
- Myrmoecia plicata (Erichson, 1837)>
- Myrmoecia rigida (Erichson, 1839)
- Myrmoecia triangulum (Pérez-Arcas, 1874)
- Myrmoecia tuberiventris (Fairmaire, 1855)